# Muang Phin
Muang Phin är ett distrikt i Laos.   Det ligger i provinsen Savannakhet, i den sydöstra delen av landet, 400 km öster om huvudstaden Vientiane.